# Nadškofija
Nadškofija (tudi metropolija), je škofija, ki je bila povzdignjena zaradi pomembnosti (velikosti, zgodovinskih razlogov ipd.) in jo sestavlja  več škofij. Nadškofijo vodi nadškof, ki ima tudi naslov metropola.  
V Sloveniji sta dve nadškofiji, to sta ljubljanska in mariborska nadškofija, ki s svojimi sufraganskimi škofijami sestavljata slovensko cerkveno pokrajino.

## Nadškofije v Sloveniji
V Sloveniji sta od leta 2006 dve rimskokatoliški metropoliji, v Ljubljani in Mariboru, ki sta sestavljeni iz dveh nadškofij (Ljubljana in Maribor) ter štirih sufraganskih škofij (Celje, Koper, Murska Sobota, Novo mesto). Poleg matične nadškofije obsega vsaka nadškofija še po dve sufraganski škofiji.